# Ponte Ayrton Senna
A Ponte Ayrton Senna é uma ponte sobre o rio Paraná, localizada entre as cidades de Guaíra, no Paraná e Mundo Novo, em Mato Grosso do Sul. Foi inaugurada em 24 de janeiro de 1998, custando R$ 32 milhões de reais. É a continuação da BR-163, sendo a única ponte no mundo em curva na parte central com tobogã.

## História
Sua construção promoveu a integração das fronteiras agrícolas das regiões Norte e Centro-Oeste com a região Sul do país, que representam uma importante conexão estratégica em termos de logística e intermodalidade. Com ela foi possível a eliminação do ponto crítico de estrangulamento dessa ligação, pois a travessia era feita por balsas, um sistema lento, precário, de alto risco e que onerava sobremaneira o custo de transporte. Entre outros benefícios, foi possível reduzir em 50% estes custos.
Essas novas fronteiras se implantaram a partir de uma produção agrícola do oeste e sudoeste do Estado do Paraná, que vem crescendo vigorosamente e contribuindo com 25% da produção nacional de grãos e exigindo do Estado um sistema de escoamento eficiente e econômico que atenda à demanda regional que cresce a cada ano.
A construção também facilitou o acesso de turistas à cidade fronteiriça de Salto del Guayrá, no Paraguai, incrementando o comércio nos dois lados da fronteira devido à maior e mais rápida circulação entre os dos países de veículos provenientes de sua maioria das regiões Sul e Sudeste.

## Construção
Para a construção da ponte foram escavadas cerca de 263m³ de rocha, utilizados 536 toneladas de aço, utilizados 2.893.733 kg de vergalhões CA50/CB e 23.239m³ em concreto. A Ayrton Senna tem capacidade de suportar até 45 toneladas de peso por vão. Os Estados de MS e PR começaram a construção, cada qual do seu lado. Os engenheiros chegaram a utilizar parte da estrutura da hidrelétrica de Ilha Grande. Porém, devido a um erro de planejamento foi necessário fazer uma curva na ponte, proporcionando mais uma novidade.

## Outras características
Sua pista possui 7,20 m de largura, desprovida de área de acostamento. Construída sobre 98 colunas concretadas dentro do rio, com vãos de 32, 42 e 52 metros, e altura máxima no canal de navegação de 13 metros, sendo sua extensão de 2 800 metros. 
Até o ano de 2003 existia a cobrança de pedágio no lado paranaense para a travessia da ponte. Contratualmente durante 5 anos o valor da cobrança foi revertido à empresa construtora. Posteriormente o acesso foi totalmente liberado ao tráfego. 
Devido ao alto fluxo de veículos (principalmente no primeiro horário da manhã e na parte da tarde devido a ida e vinda de pessoas que trabalham e fazem compras no Paraguai) no ano de 2013 a ponte passou por uma pequena reforma estrutural e de recapeamento de suas pistas.